# 에도 시대의 쇼기 기사 목록
이 문서는 일본 에도 시대의 쇼기(将棋) 기사 목록이다.

## 17세기
- 혼인보 산사(쇼기도 두고 바둑도 뒀음)
- 오하시 소케이-1612년 등단.
- 오하시 소코-1634년 등단.
- 이토 소칸-1654년 등단.
- 오하시 소케이-1691년 등단.

## 18세기
- 이토 소인-1713년 등단.
- 오하시 소요-1723년 등단.
- 이토 소칸(역시 동명 이인)-1728년 등단.